# Акура
Акура (на японски: アキュラ; на английски: Acura) е подразделение на Хонда, под чието име от март 1986 г. се предлагат луксозни седани и спортни автомобили, предназначени за американския, канадския и хонгконгския пазар. През 2004 г. марката дебютира официално в Мексико, през 2006 г. – в Китай и през 2008 г. – в Русия. Стартът на продажбите на модели на домашния пазар в Япония е планиран за 2010 г. В моделната гама на Акюра влизат както технически и оптично подобрени модели на Хонда (например Интегра, Ледженд и NSX), така и модели, разработени и продавани само под името Акюра (например RDX и CSX).

## История
Хонда е първата японска автомобилна компания, която създава подразделение за луксозни автомобили с цел да стъпи здраво и в луксозния сегмент на чуждестранните пазари. Дотогава японците експортират предимно модели с по-скромни дизайн и оборудване, предназначени за не особено богати клиенти. След Хонда Тойота и Нисан също създават свои подобни подразделения, съответно Лексъс и Инфинити. Цел на тази стратегия е да се използват техническите ресурси на фирмата-майка, създавайки впечатлението, че луксозните модели нямат нищо общо с по-евтините ѝ модели. Затова и много често магазините на фирмата-майка и луксозното ѝ подразделение не са под един покрив.
Първите два модела на Акура са седанът Ледженд и хечбекът Интегра. Акура бързо добива голяма популярност и за отрицателно време успява да изпревари по продажби Мерцедес и БМВ. Още през първата пълна година (1987), японците успяват да продадат на американския пазар около 109.000 коли. През 1990 г. бройката набъбва до 138.000; за сравнение през същата година Мерцедес продава 78.000 коли, БМВ и Лексъс – по 64.000. През 1987 г. Ледженд е избран за Вносна кола на годината от американското списание Мотор Тренд. През 1990 г. е представен и моделът NSX (съкращение от New Sports eXperimental), който има средноразположен V6 двигател и задно задвижване и е първата серийна кола, произведена почти изцяло от алуминий. Този автомобил се смята за първия японски модел, който може да се опре на Ферари и Порше. Заради лесната употреба и поддръжка, както и заради качествената изработка и надежността си, той е наричан „суперавтомобил за всеки ден“. Малко по-късно се появява и Акура Вайгър, седан от средния клас.
В средата на 90-те години на 20 век се забелязва спад в продажбите. Основните причини са две. Според някои това се дължи на относително скучния дизайн на моделите, които според мнозина се отличават от Хондите, предназначени за японския пазар само по емблемата и други дребни детайли. Другата причина е смяната на наименованията на моделите, започнала през 1996 г. (оттогава Ледженд се продава като RL) и завършила през 2001 г. (Интегра купе става RSX, а Интегра седан – TSX). Новосъздадените модели също получават дву- и трибуквени наименования по подобие на основните си конкуренти. Именно това изиграва лоша шега на шефовете на Акура. Те виждат, че сред американците името на модела „Ледженд“ е по-популярно от името на марката „Акура“, но в крайна сметка това име е заменено от неизвестното и все още анонимно „RL“. Показателен е фактът, че в САЩ Акура продава средно по 50.000 бройки Ледженд годишно, а през 2002 г. успява да пласира само 9.392 бройки RL. По общ брой продажби през 2002 г. Лексъс (234.000), БМВ (232.000) и Мерцедес (213.000) задминават значително Акура (166.000).
Въпреки спадът в продажбите, през 90-те години Акура става доста популярна сред феновете на тунинга. В тези среди Хонда има репутация на производител на коли, които са лесни за тунинговане; тази репутация се прехвърля и върху Акура.
В първите години на новия век отново се забелязва покачване в продажбите на Акура. Това се дължи на няколкото нови модела в гамата, както и в префасонираните стари. Общото между всичко тях е, че предлагат богато стандартно оборудване на сравнително ниска цена. Обновеният TL (2004) и новият MDX (2001) най-много се нравят на американските купувачи и бързо се превръщат в най-продаваните модели на марката. През 2001 г. MDX е избран за SUV на годината от сп. Мотор Тренд. През 2004 и 2005 г. TL печели печели първото място в клас Седан между 25.000 и 35.000 долара в гласуването на купувачите за най-желан автомобил на сайта edmunds.com. През 2005 г. са продадени 70.943 екземпляра TL, което го нарежда на трето място в класацията за най-предпочитани луксозни автомобили след Лексъс RX (97.001) и БМВ 3-та серия (96.358), изпреварвайки Инфинити G35 (62.507), Лексъс ES 330 (60.807), Кадилак DTS (56.458), Кадилак CTS (53.959), Акура MDX (52.426), Мерцедес C клас (50.852) и Кадилак Ескалейд (46.813). TSX също се оказва успешен модел и печели първо място в гореспоменатата класация в клас Седан между 30.000 и 35.000 долара през 2007 г.

## Моторни спортове
Почти веднага след основаването си, Акура започва да участва в американски състезания, най-вече в сериите Спийд Уърлд Чалъндж, организирани от Sports Car Club of America (SCCA) и IMSA GT, организирани от International Motor Sports Association (IMSA). През 1991 г. Акура подписва договор с отбора на Комптек Рейсинг, според който от фирмата предоставят двигателя на Акура NSX, който трябва да се използва в болидите Комтпек Спайс в лекия клас (Кемъл Лайтс) в сериите за прототипи IMSA GT. Този състезателен автомобил още в дебютната си година печели шампионата в своя клас, включително и победа в 24-те часа на Дайтона. Следващите два сезона Акура и Комтек отново триумфират с титлата в Кемъл Лайтс, като най-престижните победи през тези две години са отново на 24-те часа на Дайтона през 1992 г. и 12-те часа на Себринг през 1993 г.
Промяна в правилата обаче води до премахването на клас Кемъл Лайтс и Акура преустановява участието си в тези серии, насочвайки се към състезанията с туристически автомобили. Първоначално това са сериите Спийд Уърлд Чалъндж, организирани от SCCA. Там си сътрудничи с отбора Риълтайм Рейсинг, на когото от 1996 г. предоставя модела NSX. Те постигат две победи в клас GT в последните два кръга от шампионата. От следващия сезон Акура участва и в по-ниския клас, Touring Car, с модела Интегра. Риълтайм Рейсинг печели титлите и в двата класа, а през 1998, 2000 и 2001 г. отново печели титлите в Туринг Кар. Риълтайм престава да използва моделите NSX през 1998 г., но те се завръщат през 2001 г. През 2002 г. окончателно е преустановено участието на NSX-овете в клас GT, а Интегрите са заменени от новия модел RSX. През 2004 г. към тях се присъединяват и TSX-ове. Двата модела също участват и в клас Street Tuner на сериите Гранд-Ам Къп, организирани от Grand American Road Racing Association GARRA.
На автомобилното изложение в Детройт през 2006 г. Акура обявява плановете си от 2007 г. да участва с няколко заводски отбора с чужди шасита и собствен V8 двигател в клас LMP2 на Американските серии Льо Ман, година по-късно и на 24-те часа на Льо Ман и да произвежда собствено шаси, а през 2009 г. да започне да се състезава в по-високия клас LMP1. По-късно Акура анонсира кои фирми ще произвеждат шаситата – това са Лола Рейсинг Карс от Хънтингдън, Англия и Кураж Компетисион от Льо Ман, Франция. Двигателят ще бъде 3.4-литров V8 (най-големият, който позволяват правилата на състезанията), коструиран от Хонда САЩ. Това е първият агрегат на Хонда, чието производство протича изцяло на територията на САЩ и първият V8 двигател, използван от Акура. Трите заводски отбора са Андрети Грийн Рейсинг на Майкъл Андрети, Хайкрофт Рейсънг на Дънкан Дейтън и Фернандес Рейсинг на Адриан Фернандес. Първите два използват шасита Кураж LC75 и задачата им е да работят по шасито и аеродинамиката, а отборът на Фернандес използва шаси Лола B06/40 и основната му задача е да подобрят двигателя. До първото състезание през 2007 г., двата тима с Кураж LC75 до такава степен са модифицирали и преобразили шасито, че Акура кандидатства за хомологация пред IMSA и Automobile Club de l'Ouest (ACO). След като получава документите, преименува болида на ARX-01a.
Дебютът на Акура в сериите е повече от успешен. На 12-те часа на Себринг болидът на Андрети финишира на първо място в класа си и на второ в общото класиране, Лолата на Фернандес заема второто място в класа и трето в общото класиране, а Хайкрофт – на четвърто в класа си и на шесто в общото класиране. В края на сезона Хайкрофт, Фернандес и Андрети Грийн завършват съответно на трето, четвърто и пето място. През сезон 2008 Акура пуска още един заводски тим – Де Феран Моторспорт, като четирите отбора използват новия болид ARX-01b. Хайкрофт записва общо четири победи в класа си и една в общото класиране, а Андрети Грийн – съответно две и една. След края на сезона Хайкрофт Рейсинг, Андрети Грийн Рейсънг, Фернандес Рейсинг и Де Феран Моторспорт заемат второ, четвърто, пето и шесто място в крайното класиране. През сезон 2009 Хайкрофт и Де Феран ще се състезават в клас LMP1 с новия прототип Акура ARX-02, а Фернандес ще остане в клас LMP2 с обновена версия на ARX-01.

## Модели
Настоящи
- RL – седан от горния клас (брандиран като RL в Северна Америка и Ледженд в останалия свят), 1996 -
- TL – спортен седан от средния клас, 1996 -
- MDX – кросоувър от средния клас, 2001 -
- TSX – спортен седан от средния клас, 2004 -
- RDX – компактен кросоувър, 2006 -
- CSX – спортен седан от средния клас (само за Канада), 2006 -

Спрени от производство
- Интегра – компактен седан и спортно купе (заменено от RSX и EL), 1986 – 2001
- Ледженд седан и купе от горния среден клас (заменен от RL, който навсякъде освен в Северна Америка с ебрандира като Ледженд), 1986 – 1995
- NSX – (суперавтомобил), 1991 – 2005
- Вайгър – компактен седан (заменен от TL), 1992 – 1994
- EL – компактен седан (само за Канада, заменя Интегра седан, заменен от CSX), 1996 – 2005
- SLX – SUV (само за САЩ, преработен Исузу Трупер, заменен от MDX), 1996 – 1999
- CL – компактно купе (няма наследник), 1997 – 1999 и 2001 – 2003
- RSX – спортно купе (заменя Интегра купе, няма наследник), 2002 – 2006

## Галерия
- Акура Вайгър
- 1992 – 1994
- 1992 – 1994

- Акура Интегра
- Първа генерация ('86 – '89), седан
- Първа генерация ('86 – '89), купе
- Втора генерация ('90 – '93), седан
- Втора генерация ('90 – '93), седан
- Втора генерация ('90 – '93), купе
- Трета генерация ('94 – '01), седан
- Трета генерация ('94 – '01), купе
- Трета генерация ('94 – '01), тунинговано купе

- Акура Ледженд
- Първа генерация ('86 – '90), седан
- Първа генерация ('86 – '90), купе
- Втора генерация ('91 – '95), седан
- Втора генерация ('90 – '95), купе

- Акура CL
- Първа генерация ('97 – '99)
- Първа генерация ('97 – '99)
- Втора генерация ('01 – '03)
- Втора генерация ('01 – '03)

- Акура CSX
- Преди фейслифта ('06 – '07)
- Преди фейслифта ('06 – '07)
- Type-S ('07 – )
- След фейслифта ('08 – )

- Акура EL
- 1.6ЕL ('96 – '00)
- 1.6ЕL ('96 – '00)
- 1.7ЕL ('01 – '05)
- 1.7ЕL ('01 – '05)

- Акура MDX
- Първа генерация преди фейслифта ('01 – '03)
- Първа генерация след фейслифта ('04 – '06)
- Първа генерация след фейслифта ('04 – '06)
- Втора генерация ('07 – )

- Акура NSX
- Преди фейслифта ('91 – '01)
- След фейслифта ('02 – '05)
- След фейслифта ('02 – '05)
- Състезателен модел

- Акура RDX
- 2006 -
- 2006 -
- 2006 -
- 2006 -

- Акура RL
- Първа генерация преди фейслифта ('96 – '98)
- Първа генерация преди фейслифта ('96 – '98)
- Първа генерация след фейслифта ('99 – '04)
- Първа генерация след фейслифта ('99 – '04)
- Втора генерация преди фейслифта ('05 – '08)
- Втора генерация преди фейслифта ('05 – '08)
- Втора генерация преди фейслифта ('05 – '08)
- Втора генерация след фейслифта ('09 – )

- Акура RSX
- Преди фейслифта ('02 – '04)
- Интериор преди фейслифта ('02 – '04)
- След фейслифта ('05 – '06)
- Гранд-Ам Къп (№143)

- Акура SLX
- 1996 – 1999

- Акура TL
- Първа генерация 3.2TL ('96 – '98)
- Втора генерация преди фейслифта ('99 – '01)
- Втора генерация преди фейслифта ('99 – '01)
- Втора генерация след фейслифта ('01 – '03)
- Трета генерация преди фейслифта ('04 – '06)
- Трета генерация преди фейслифта ('04 – '06)
- Трета генерация след фейслифта ('06 – '08)
- Трета генерация след фейслифта ('06 – '08)
- TL A-SPEC (2004)
- TL Type-S (2007)
- Четвърта генерация ('09-)
- Четвърта генерация ('09-)

- Акура TSX
- Първа генерация преди фейслифта ('04 – '05)
- Първа генерация след фейслифта ('06 – '08)
- Гранд-Ам Къп (2008)
- Втора генерация ('09 – )

- Състезателни модели
- Комтек Спайс-Акура (1992)
- Комтек Спайс-Акура (1992)
- Фернандес Рейсинг Акура-Лола B06/43 (2007)
- Андрети Грийн Рейсинг ARX-01a (2007)
- Хайкрофт Рейсинг ARX-01b (2008)
- Фернандес Рейсинг ARX-01b (2008)